# Ctenium
Ctenium és un gènere de plantes de la subfamília de les cloridòidies, família de les poàcies, ordre de les poals, subclasse de les commelínides, classe de les liliòpsides, divisió dels magnoliofitins.

## Taxonomia
- Ctenium americanum Spreng.
- Ctenium aromaticum (Walter) Alph. Wood
- Ctenium brachystachyum (Nees) Kunth
- Ctenium brevispicatum J.G. Sm.
- Ctenium camposum A. Chev.
- Ctenium canescens Benth.
- Ctenium chapadense (Trin.) Döll
- Ctenium cirrosum (Nees) Kunth
- Ctenium concinnum Nees
  - Ctenium concinnum var. concinnum
  - Ctenium concinnum var. indutum Pilg.
  - Ctenium concinnum var. minus Pilg.
- Ctenium concissum Swallen
- Ctenium elegans Kunth
  - Ctenium elegans var. elegans
  - Ctenium elegans var. longispicatus A. Chev.
  - Ctenium elegans var. polystachium Vanderyst
- Ctenium floridanum (Hitchc.) Hitchc.
- Ctenium gangitum (L.) Druce
- Ctenium glandulosum Scribn. i J.G. Sm.
- Ctenium indicum Spreng.
- Ctenium ledermannii Pilg.
- Ctenium minus (Pilg.) Clayton
- Ctenium newtonii Hack.
  - Ctenium newtonii var. annuum J.-P. Lebrun
  - Ctenium newtonii var. majusculum Pilg.
  - Ctenium newtonii var. newtonii
  - Ctenium newtonii var. productum Pilg.
- Ctenium nubicum De Not.
  - Ctenium nubicum var. nubicum
  - Ctenium nubicum var. somalense Chiov.
- Ctenium planifolium (J. Presl) Kunth
- Ctenium plumosum (Hitchc.) Swallen
- Ctenium polystachyum Balansa
- Ctenium rupestre J.A. Schmidt
- Ctenium schweinfurthii Pilg.
- Ctenium sechellense Baker
- Ctenium serpentinum Steud.
- Ctenium sesguiflorum Clayton
- Ctenium seychellarum Baker
- Ctenium somalense (Chiov.) Chiov.
- Ctenium trinii Ekman
- Ctenium villosum Berhaut

(vegeu-ne una relació més exhaustiva a Wikispecies)